# 道奇挑戰者
道奇挑戰者（英語：Dodge Challenger）为道奇所生产的三代各异的美国汽车。银色挑战者生产于1958至1959年。第一代挑战者小马车使用克莱斯勒E汽车平台，与普利茅斯梭鱼共用主要部件。第二代生产于1978至1983年，为经过换牌工程的三菱Galant Λ。第三代，也是目前所属的车代，介绍于2008年早期，成为了新第五代福特野马和第五代雪佛兰科迈罗的竞争对手。
2021年11月，斯泰蘭蒂斯宣布2023年將是道奇衝鋒者和道奇挑戰者的最後一個車型年，因為由於美國國家環境保護局對2023年式提出了更嚴格的排放標準，該公司將把未來計劃的重點放在電動車而不是化石燃料動力車上。挑戰者的生產已於2023年12月22日結束，安大略省布蘭普頓組裝廠將進行重新裝備，以組裝電動後繼車型。

## 道奇银色挑战者（1958–1959）
第一辆名为“挑战者”的汽车就是第四代道奇皇冠系列的限量版银色挑战者。
银色挑战者只限银色喷漆，并有两种引擎选项。第一种引擎选项为价格2,227美元的230立方英寸（3.8升）“Getaway”L头I6，第二种则为价格2,408美元的325立方英寸（5.3升）“红公羊”V8引擎。这款车于春季销售旺季销售给“一直在等待获得最大最少的新车买主”。
银色挑战者提供了无额外价格的额外功能。包括了白壁轮胎、全轮盖、电动雨刷、银色金属乙烯和黑色“满族”内饰面料、还有双扶手、遮阳板以及覆盖到边缘的脚垫。

## 第一代（1970–1974）
挑战者曾被描述在一本关于1960年代美国车形容道奇“酬对野马和科迈罗”的书。第一代挑战者介绍于1969年尾，本代挑战者属于两种克莱斯勒E车体的一种，另一种E车体为普利茅斯梭鱼。“挑战者和梭鱼提供惊人数量的内饰和可选级别，并意欲和科迈罗与野马一争高下，而在克莱斯勒库存提供几乎所有的引擎中做到这点。”然而，70年的挑战者“在野马响应小马车时来得较晚”。Robert Genat在他的书《赫米肌肉车》中写说挑战者在60年代末期被认为相当于普利茅斯梭鱼的道奇车辆，而梭鱼旨在对野马竞争。64年的梭鱼在几周前其实是这种跑车类型中的第一辆车，但很快在野马定义这个汽车类型后黯然失色（所谓的“类型”是指小马车）。他还写道说克莱斯勒的新70年挑战者为“以往最强大的小马车，”并定位其要“挑战水星美洲狮和庞蒂克火鸟。”Genat还在书里指出“梭鱼预期要在市场上与野马和科迈罗/火鸟竞争，而道奇被定为要与美洲狮”和其它奢侈型肌肉车竞争。
挑战者到达时下降
本代挑战者较长的轴距、较大的尺寸和更豪华的内饰都是由67年水星美洲狮的上市所促使，同样是瞄准富裕的年轻美国买主的一辆更大，更豪华，更昂贵的小马车。挑战者110英寸（2,794）长的轮距，比梭鱼长两英寸，而道奇外部的钣金与普利茅斯大不相同，就像美洲狮的短轴距与福特野马不同。空调和后窗除雾器为可选选项。
挑战者的外观设计由Carl Cameron完成，他也曾完成了1966年道奇军马。他根据那辆有涡轮引擎的军马原型车旧草图设计70年挑战者的水箱罩。军马从来没有涡轮，但挑战者的特点是这款车的水箱罩。虽然挑战者深受市民欢迎（70年车款生产了76,935台），但由于新闻界的批评和小马车市场在挑战者到达时而下降。销售量在1970年后急剧下降，虽然73年车款的销售额同比增长了27,800台。挑战者在1974年的车款中途停止。共有165,437台挑战者在这代都被销售出去了。

### 车款

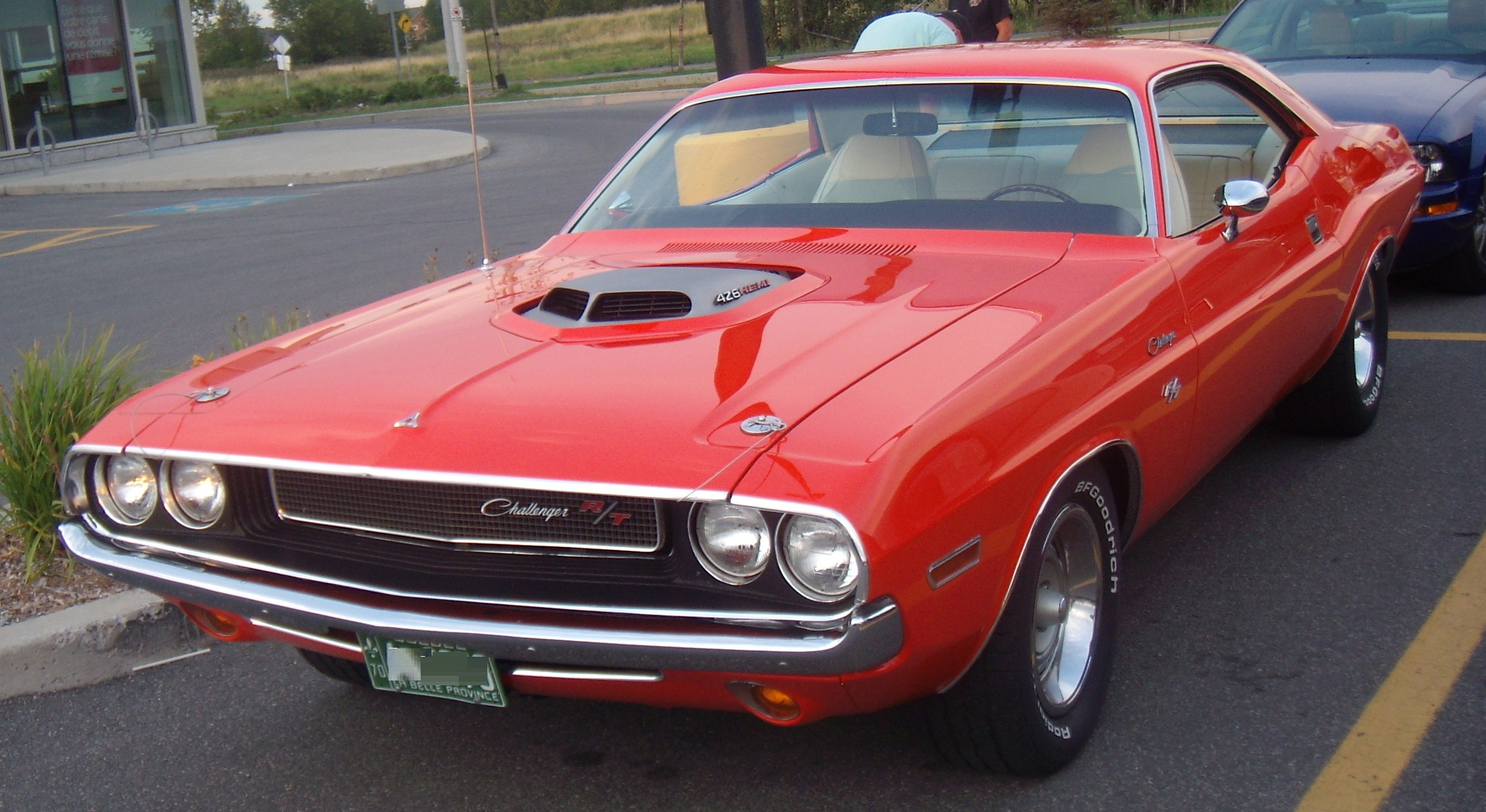
配用426平方寸引擎的70年挑战者R/T

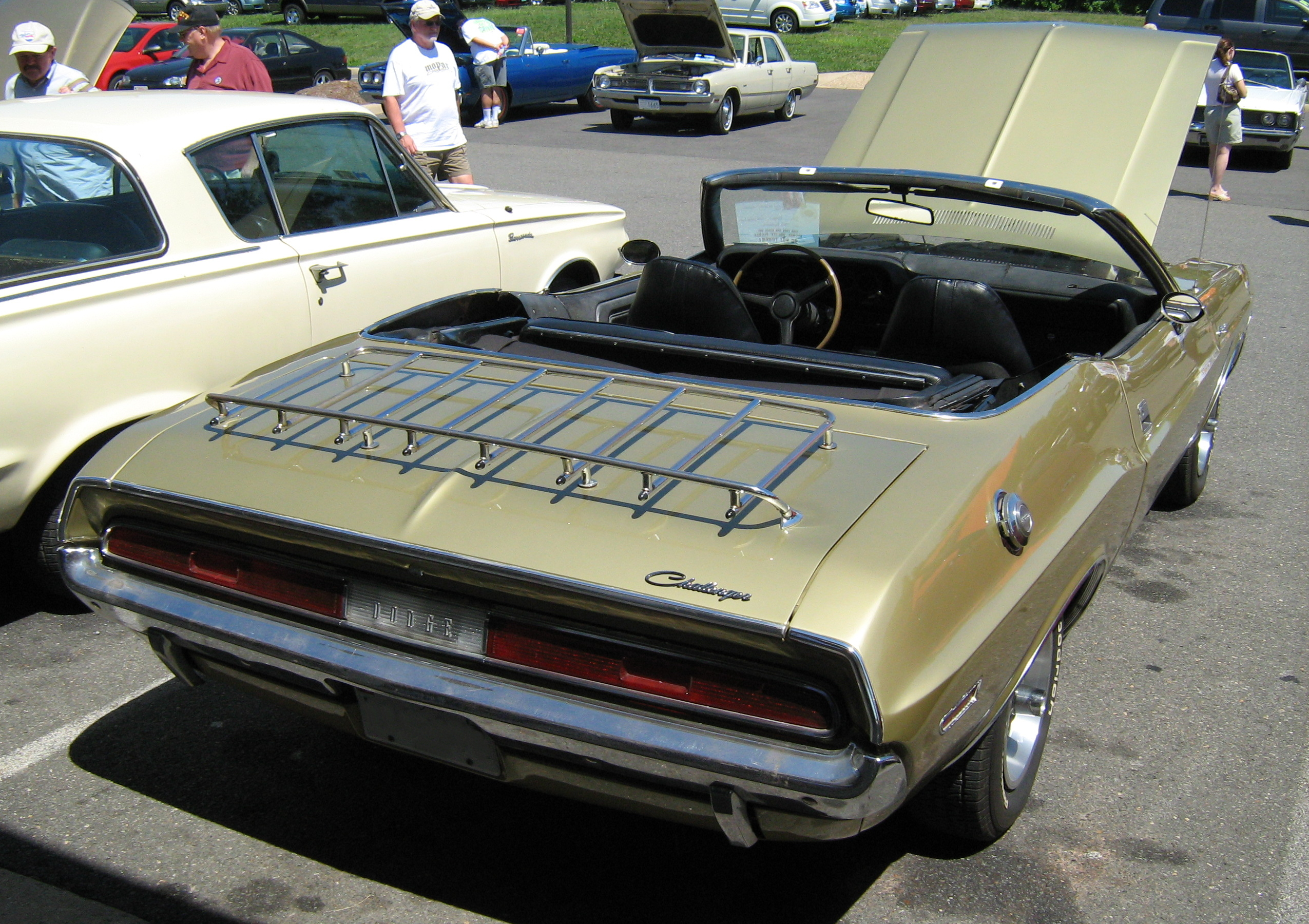
呈现出中置倒车灯的70年六缸引擎敞篷车

挑战者有硬顶或敞篷两种风格设计和两种车款选择。原名基本款搭载六缸或V8引擎，而R/T款搭载了383 cu in（6.28 L） V8引擎。SE特别版增加了若干外观、便利性和舒适性的物品，并为“无论是挑战者或挑战者R/T的一种车款。”基本款的标准V8引擎为配有双筒化油器的230匹马力（171.5千瓦）318 cu in（5.2 L） V8引擎。到1970年，有340、383 cu in（5.6、6.3 L）和440、426 cu in（7.2、7.0 L） V8选择，所有这些款式配有3前速手动变速箱，除了配有TorqueFlite自动变速箱的290 bhp（216.3 kW） 383 CID款式。除了225 CID六缸和双筒383 CID V8引擎款式，其他款式都有4前速手动变速箱选择。

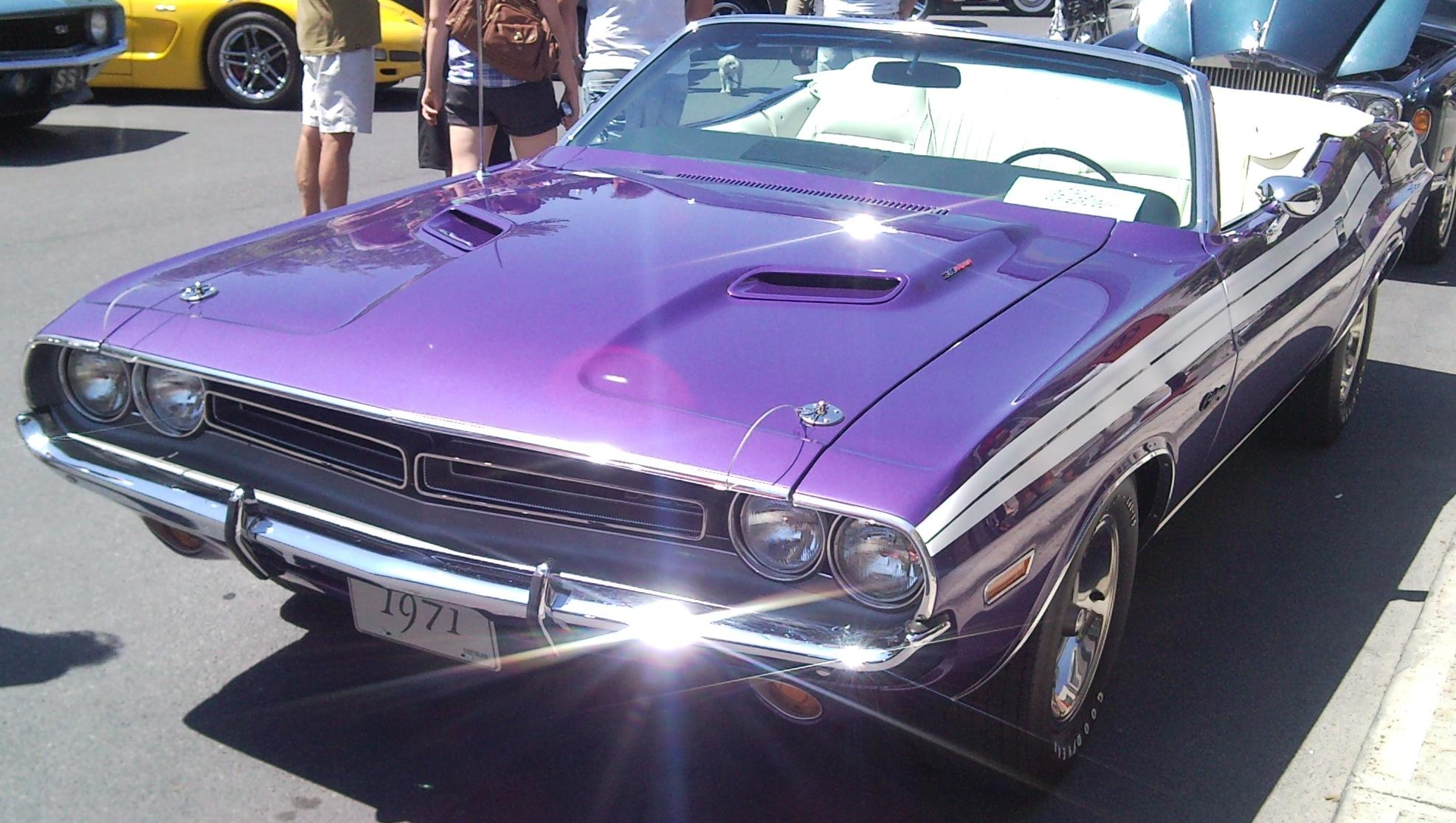
71年挑战者敞篷车

1971年，挑战者系列加入了新的车款——“挑战者轿跑车”，也配有六缸或V8两种引擎选择。作为最基本版本的挑战者，该款挑战者有了固定位置的帷幔窗口和配有喇叭的基本黑色方向盘。
挑战者的性能车款为R/T（道路/赛道），搭载了383 cu in（6.28 L）“马格南”V8引擎，功率达到335匹马力（249.8千瓦）；到1971年则因压缩下降而下降至300匹马力（223.7千瓦）。标准变速箱为3前速手排。R/T的其它可选引擎为375匹马力（279.6千瓦）的440 cu in（7.2 L）“马格南”、390匹马力（290.8千瓦）的440 CID Six-Pack及425匹马力（316.9千瓦）的426 cu in（7.0 L）“赫米”。R/T有硬顶和敞篷两种选择。到了1970年，基本款硬顶车和R/T硬顶车提供了更豪华的SE规格，其中包含了皮革座椅、乙烯基车顶、小型的“正式”后窗、包含三个警示灯（车门微开、低燃料、安全带）的顶置控制台内饰。挑战者R/T附带有拉力赛仪表，仪表包含了150 mph（240 km/h）的时速表、8,000转的转速表、（72至74年的为7,000转）和油压表。在1972年，R/T标徽被取消，车款被改名为“拉力”，虽然原厂没有用此名字做标徽过。拉力款在挡泥板配有人造刹车通风孔。在1971年，挑战者再没有提供振动式引擎盖进气口。

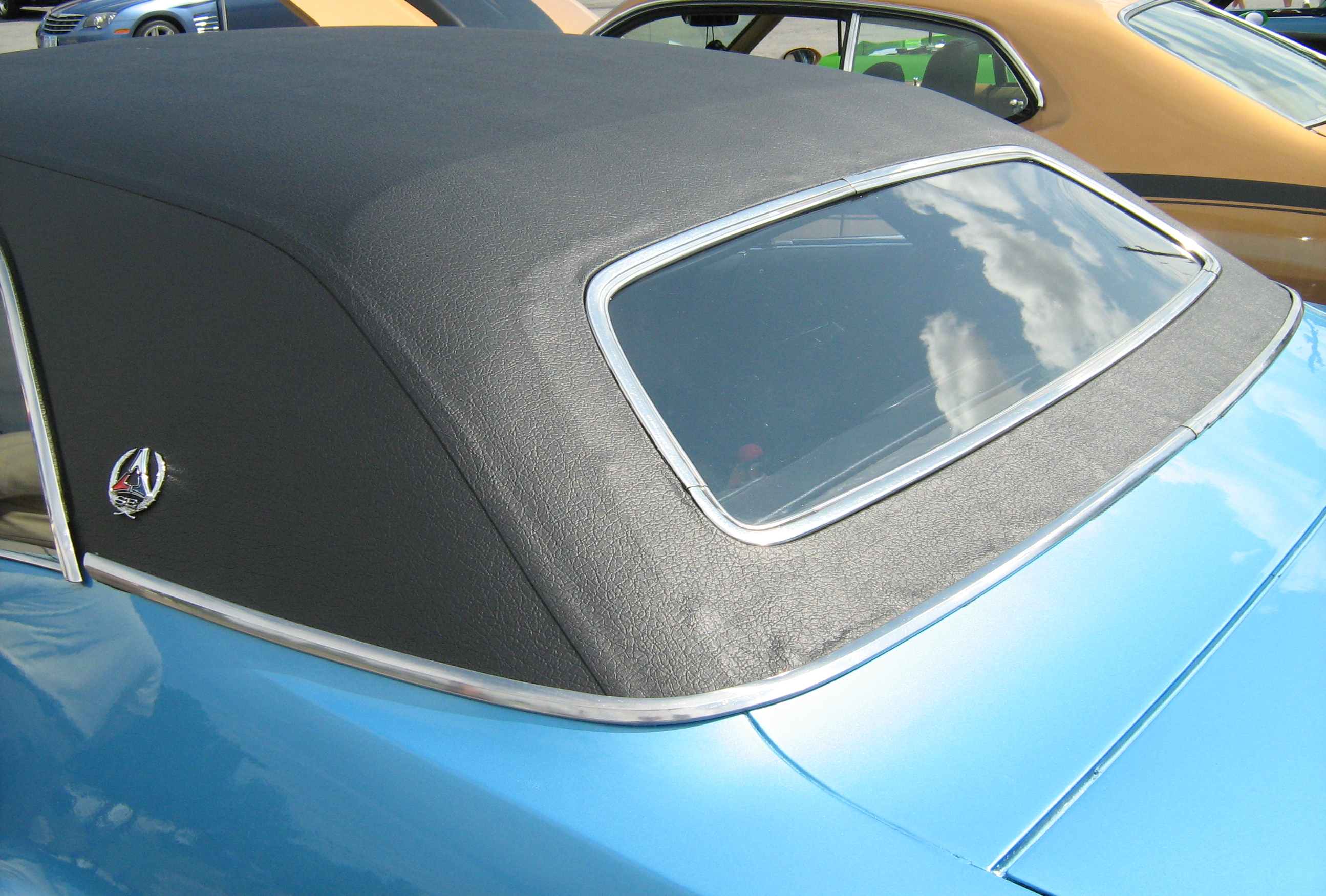
SE款的“正式”后窗

只限1970年的唯一挑战者车款为挑战者T/A（Trans Am）亿安科技赛车，为了在美国的跨美国轿车锦标赛的运动汽车俱乐部比赛，道奇建造了该赛车的街道版（就像普利茅斯的梭鱼AAR）并命名为挑战者T/A。挑战者T/A搭载340平方寸引擎，街道版T/A配置了位于铝合金进气歧管顶部的三组双桶化油器，并组成了340六套件、340六套件的引擎有290匹马力（216.3千瓦），比原版的仅多出15匹马力（11千瓦）（相同于第二代科迈罗Z/28和福特野马老大302）。但实际上有320匹马力（238.6千瓦）。该引擎使用手提箱大小的进气口，铰链着磨砂黑色玻璃钢引擎盖。低限双排气管位于原装消声器的位置，其铬制排气管头位于后轮前方。其可选部件包含了TorqueFlite或赫斯特的手枪型握把4前速变速箱、3.55:1或3.90:1齿轮比，以及以及手动或动力转向。前碟刹为标准配备。其特别的Rallye悬吊使用了耐用零件，还有功率提升的后弹簧。挑战者T/A为前后轮胎大小不一样的第一款美国肌肉车，前轮胎为E60x15固特异Polyglas，后轮胎为G60x15。T/A修改后的腔高架尾部足以清空后轮胎及侧排气口。厚厚的双面条纹、加粗的ID花印、玻璃纤维鸭尾后扰流板、以及玻璃纤维前扰流板也包含在内。其内装与其它挑战者明显不同。
72年款的水箱罩和尾灯排列方式被用在73-74年款上，还增加了强制性的时速5英里保险杠。而225平方寸的六缸引擎被停产，只留有两款V8引擎，其它所有可选选项也用在72年款。到1974年，340平方寸引擎被245匹马力（183千瓦；248 PS）的360平方寸引擎所取代，但小马车市场已倒下，且挑战者的生产也于1974年4月尾停止。A/C款并未配有3前速手排。

### 美观变化

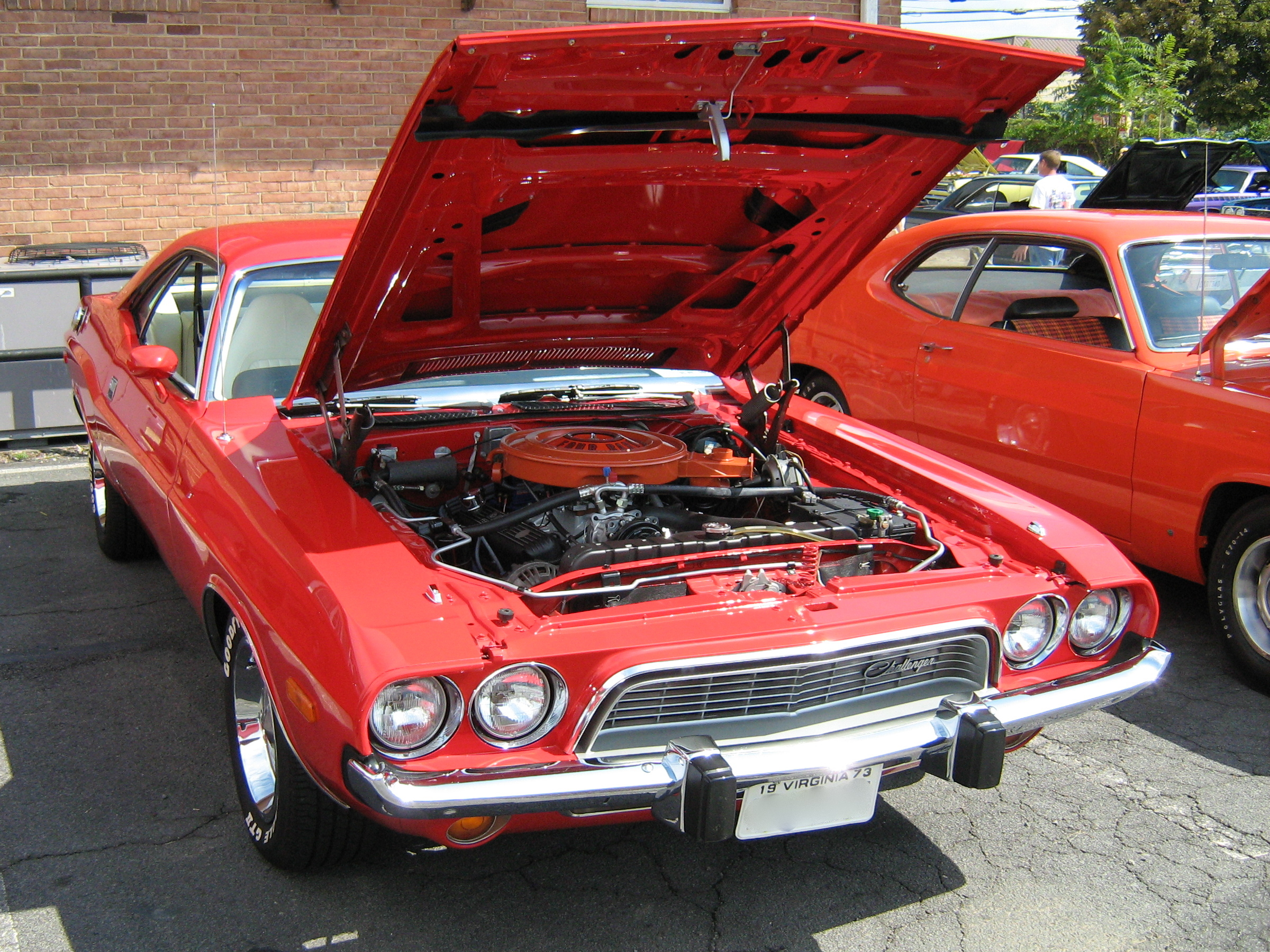
装有突出的保险杠护甲的73年挑战者

虽然原本的车体风格并未改变地贯穿五年，但前水箱罩有两个显著变化。71年的有“分离”的水箱罩，而72年的引入了位于保险杠的新设计延长水箱罩（绰号“悲伤口”）。随着车体前端的这种变化，72年到74年的车款已经几乎没有任何变化。正确区分它们的唯一方法是，72年款嵌入式安装的保险杠，没有保险杠护架（又可选的小型保险杠护架），而73-74年款结合突出“每小时五英里（8公里）”的保险杠与大型保险杠护架（加有橡胶型填料）。74年款有较大的后保险杠护架以遵守后部时速5英里后部撞击条例。这些改变都是为遵守美国的安全碰撞测试法规所做。
70年的尾灯贯穿整辆车的后部了，并配有中间的倒车灯。尾灯排列也在72年有所改变，现有的车灯有4个的长方形尾灯。

### 回收
尽管很少人因E-车体车款的结束而悼念，但岁月的流逝创造了传奇，并强调了挑战者与梭鱼的独特个性。凭借较低的总生产量，以及多年来的可生存性，任何挑战者都值一笔可观的金额。在历史回顾里，Edmunds Inside Line的作者将挑战者评为：1970年的“浩大”，1971年的“优良”，另外“三个年款逐步糟糕”（1972-74年款）。随着的总销售额和生产关闭的2/3，71年挑战者的性能引擎为最稀有的。1973年的销售和生产量（只有两种V8款）实际上比1971年销售量多出了大约1,700台。

### 出口市场
道奇挑战者主要生产适用于美国和加拿大市场。有趣的是，克莱斯勒通过靠近苏黎世，位于欣茨纳赫巴德的汽车进口商AMAG Automobil- und Motoren进口挑战者到瑞士。只有几台挑战者送到AMAG。AMAG对挑战者进行瑞士规格的最后组装。现在AMAG仍然还有瑞士规格挑战者。从收藏家的角度来看，这些车是非常可取的。今天，已知还有不超过五台瑞士挑战者留在北美洲。
自从福特成功地在法国销售数量少的野马，克莱斯勒通过克莱斯勒的法国Simca进口挑战者到法国。然而，只有一些挑战者进口到法国，过后克莱斯勒决定终止进口到法国的主意。

### 生产量
- 1970年：76,935台，*包括2,539台T/A
  - I6硬顶车：9,929
  - V8硬顶车：39,350*
  - I6硬顶跑车：350
  - V8硬顶跑车：5,873
  - I6敞篷车：378
  - V8敞篷车：2,543
  - R/T硬顶车：13,796
  - 特别版R/T硬顶车：3,753
  - R/T敞篷车：963
- 1971年：26,299
  - I6硬顶车：1,672
  - V8硬顶车：18,956
  - I6敞篷车：83
  - V8敞篷车：1,774
  - R/T V8硬顶车：3,814
- 1972年：22,919
  - I6硬顶车：842
  - V8硬顶车：15,175
  - V8拉力硬顶车：8,123
- 1973年：27,930，全为V8硬顶车
- 1974年：11,354，全为V8硬顶车

## 第二代（1978–1983）
挑战者的车名复兴于1978年早期版本的三菱Galant Λ轿跑车。在进口到海外道奇的经销商时，这款车被称为三菱Sapporo/Scropion。这款车与札幌相同，除了颜色和较小的修整、道奇版本的强调运动风格、鲜艳的色彩和条纹带，而普利茅斯强调奢华和更柔和的修整。二代挑战者于1981年略微重新设计，这次的设计包括了修改后的头灯和其他次要的修饰性改进。所有二代挑战者和三菱Sapporo销售直到1983年，被道奇征服和道奇代托纳所取代。
车体保留了老挑战者的无框硬顶造型，但有较小的四缸引擎（相对于以前的六气缸或八气缸引擎）且与其性能差之相远。虽然说二代挑战者获得了声誉及一流的合理轻快性能，这不仅是因为以前的2.6升赫米引擎。这个大小的四缸引擎通常因固有的振动而很少建造，但三菱汽车为此引擎首创了靜默軸以抑制这种影响，而挑战者也因此成为美国市场第一款使用做这个技术的车款；该技术已被授权给许多其他制造商。

## 第三代（2008–2023）

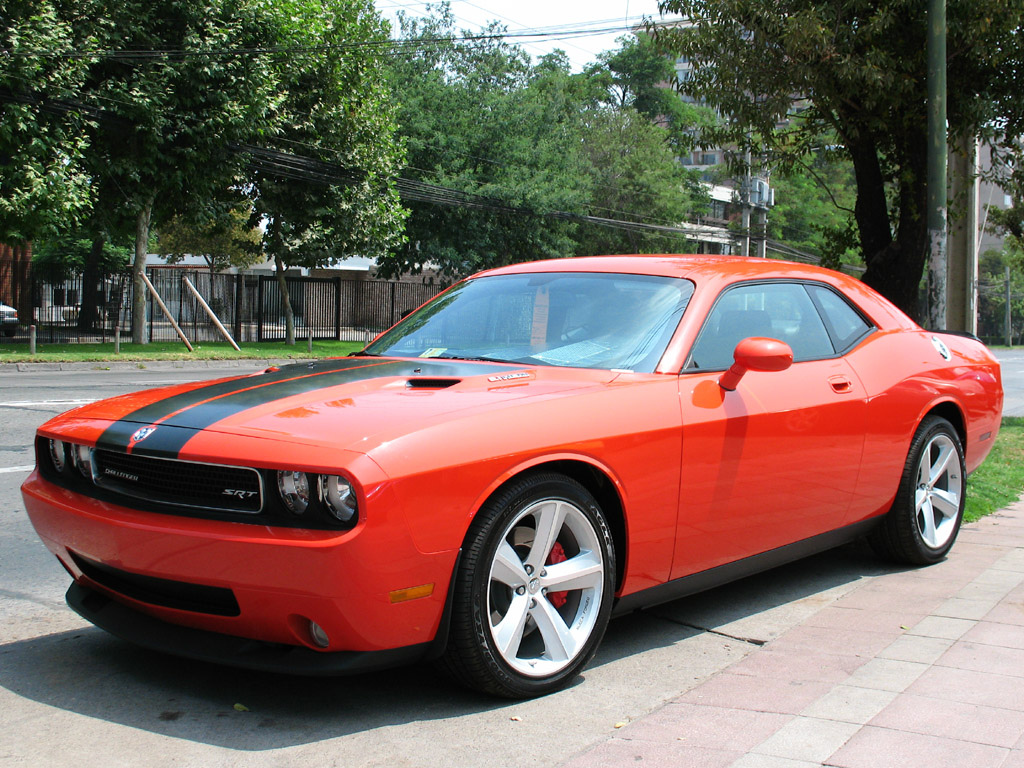
2009 Dodge Challenger SRT8

2006年底特律車展，推出一款概念車：Dodge Challenger Concept。
2007/12/3,克萊斯勒的三代道奇發表 2008/2/6 芝加哥汽車展和費城國際車展首次亮相 . 售價為美金US$40,095  設計外型帶有一代風格的三代依然主打小馬車價格模式, 但是外型更高更大一些. 底盤是修改版的道奇LX底盤(即LC底盤)(克萊斯勒300C也採用本底盤), 所有 2008 版都是SRT8型配有6.1升V8 Hemi引擎和5段自排,這具大排氣量引擎擁有425匹馬力以及570 Nm的最大扭力輸出性能比傳奇性的1970年 Hemi 還強0～100km/h加速可在5秒內完成. 總計2008預售6,400 輛並於2008/5/8生產.加拿大也賣出500 輛墨西哥則是100輛. 克萊斯勒並捐出兩輛2008版 SRT8給慈善組織義賣..
2008 紐約車展則發表了2009年的完整產品線, 三代共有三種配備(SE, R/T 和SRT8)可選，全車系配有車載電腦和GPS導航、ABS安全氣囊。
- SE版配備3.5 L 基本款引擎
- R/T版配備5.7 L 中階引擎
- SRT8版配備6.1 L 高階引擎 並有6段手排

本車有不輸日本街車的改車空間，例如誇張的美式引擎蓋上進气口就是諸多改車族的選擇，還有尾翼和大包圍等市售配件極多。
2011年式車型，因應Dodge換上新CI，故移去公羊廠徽。同時動力也換上新開發的3.6升Pentastar V6，其餘維持現有規格。而SRT8也有換上392cu in.的6.4升Hemi V8引擎。
2014年紐約車展推出中期改款車，外型以1971年式車型為藍本設計。爾後的SRT8車型中，更推出名為Hellcat的車款。Hellcat車款為克萊斯勒集團當前最強車種，使用6.2升 HEMI機械增壓引擎並輸出707hp最大馬力，搭配6速手排或8速手自排變速箱。
因為道奇毒蛇在2017年停產，所以挑戰者Hellcat也成為了道奇跑車的旗艦車型後，推出僅接受限量訂購次世代挑戰者SRT Demon，更擁有驚人性能 加速 0-100km/h 2.3秒，平了布加迪Chiron世界量產純汽油車加速記錄，而售價不足布加迪的十分一。

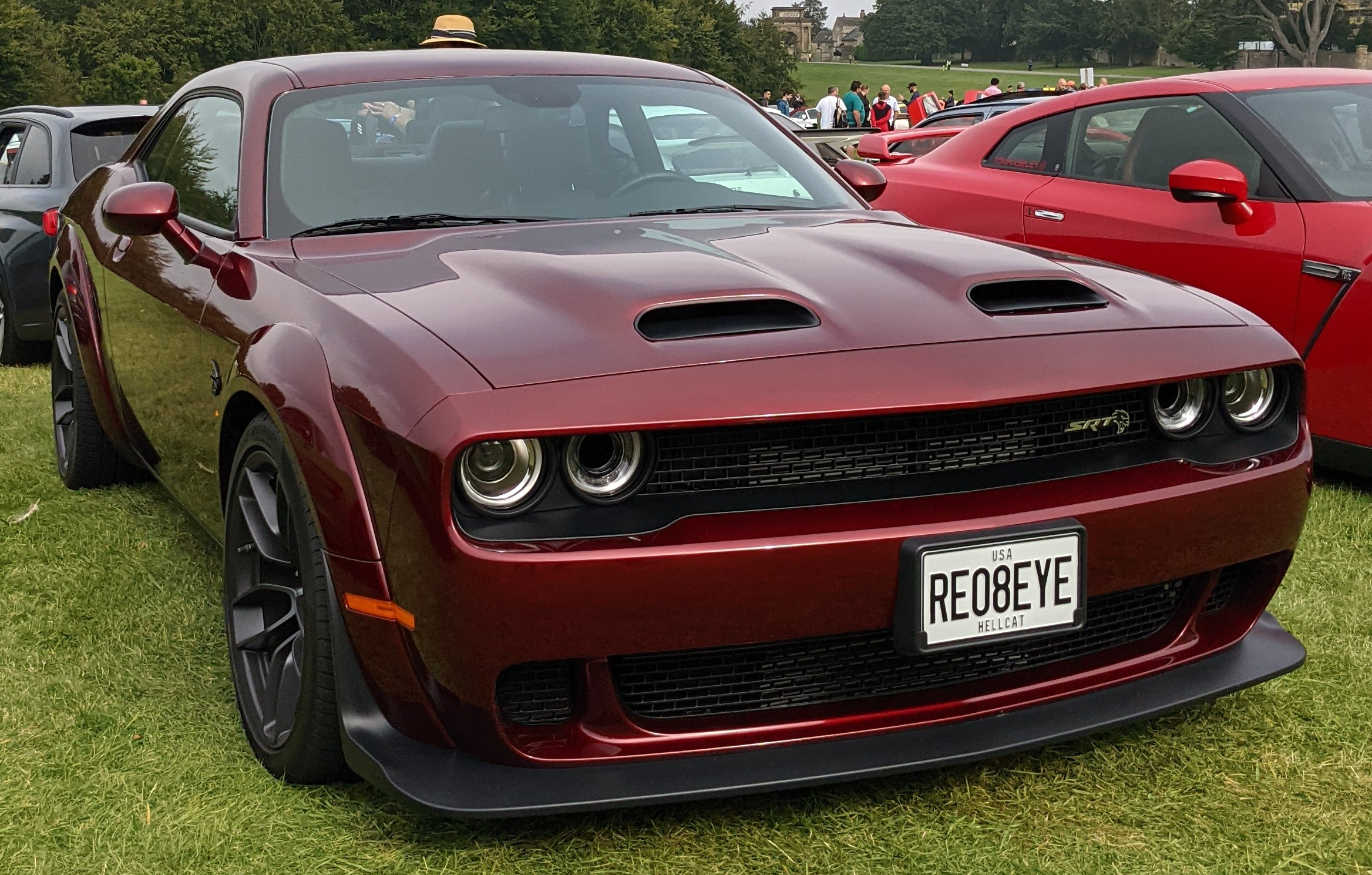
Challenger Hellcat Redeye

2019年在Demon停產後，SRT Hellcat Redeye被開發出來填補空缺。從本質上講，Redeye是一款經過高度升級的Hellcat，配備了動力稍弱（由於引擎進氣系統較小）Demon引擎：機械增壓6.2升V8引擎，額定功率為797匹馬力和97.7牛頓米扭力，比標準Hellcat引擎增加了90匹馬力和15牛頓米扭力。0-96km/h加速僅需3.4秒，以及327km/h的極速。
另外也提供寬體包裝：對於2019年車型年，買家可以訂購帶有“寬體包裝”的挑戰者Scat Pack，SRT Hellcat和SRT Hellcat Redeye。
2020年道奇推出了一款SRT Super Stock車型，介於Hellcat Redeye和Demon之間。引擎與Redeye相同，但動力略高，為807匹馬力。紅線轉速從6300rpm增加到6400rpm。並替換上加速賽輪胎與懸吊系統和四活塞卡鉗與較小的碟盤。
自2022年8月16日起，挑戰者敞篷車可在道奇官方經銷商訂購。然後，客戶將與改裝公司Drop Top Customs和道奇經銷商合作製造他們的車輛。敞篷選項適用於2022年式挑戰者R/T、R/T Scat Pack和所有挑戰者SRT車型。

## 關連項目
- 翼豪路神
- 道奇Charger

## 外部連結
- autoblog報導
- 愛車誌報導 （页面存档备份，存于）
- 2009 美國官網 （页面存档备份，存于）
- 2009 Challenger R/T Road Test
- 2009 Dodge Challenger Video Reviews[]